# Slowaaks honkbalteam

De Slowaakse vlag.

Het Slowaaks honkbalteam is het nationale honkbalteam van Slowakije. Het team vertegenwoordigt Slowakije tijdens internationale wedstrijden.
Het Slowaaks honkbalteam sloot zich in 1993 aan bij de Europese Honkbalfederatie (CEB), de continentale bond voor Europa van de IBAF.

## Kampioenschappen

### Europees kampioenschap
Slowakije nam een enkele keer deel aan het Europees kampioenschap honkbal. Het team behaalde de 16e plaats.
| Editie    | 2021 |
| Prestatie | 16e  |

### Europees kampioenschap onder-18
Slowakije nam tweemaal deel aan het Europees kampioenschap honkbal onder-18. De hoogst behaalde plaats is de 7e.
| Editie    | 2007 | 2009 |
| Prestatie | 7e   | 9e   |

### Europees kampioenschap onder-16
Slowakije nam viermaal deel aan het Europees kampioenschap honkbal onder-16. De zesde plaats is de hoogst behaalde.
| Editie    | 2006 | 2007 | 2008 | 2009 |
| Prestatie | 8e   | 6e   | 7e   | 7e   |

### Europees kampioenschap onder-12
Slowakije nam driemaal deel aan het Europees kampioenschap honkbal onder-12. De vijfde plaats in 2010 is de hoogst behaalde positie.
| Editie    | 2006 | 2009 | 2010 |
| Prestatie | 7e   | 6e   | 5e   |